# Гришаев, Иван Ильич
Иван Ильич Гришаев (4 января 1922, Сабуро-Покровское, Тамбовская губерния — 1 ноября 2009, Москва) — подполковник Советской Армии, участник Великой Отечественной войны, Герой Советского Союза (1945).

## Биография
Родился 4 января 1922 года в селе Сабуро-Покровское (ныне — Никифоровский район Тамбовской области) в крестьянской семье. В 1930 году вместе с семьёй переехал в Московскую область. Окончил там восемь классов школы, работал на камвольно-прядильной фабрике в посёлке Фряново Щёлковского района. Окончил Центральный аэроклуб имени В. П. Чкалова в Тушино, стал лётчиком-спортсменом.
В 1941 году был призван на службу в Рабоче-крестьянскую Красную Армию. В 1942 году окончил Пермскую военно-авиационную школу пилотов. С августа 1943 года — на фронтах Великой Отечественной войны. Принимал участие в боях на Брянском и 2-м Белорусском фронтах. Участвовал в Курской битве, освобождении Карачева и Брянска, Белорусской операции, освобождении Польши, боях в Германии.
К апрелю 1945 года лейтенант И. Гришаев был заместителем командира и штурманом эскадрильи 569-го штурмового авиаполка 199-й штурмовой авиадивизии 4-го штурмового авиакорпуса 4-й воздушной армии 2-го Белорусского фронта. К тому времени совершил 102 боевых вылета на штурмовку и бомбардировку скоплений войск противника, уничтожив большое количество его боевой техники и живой силы. Всего же за время войны совершил 129 боевых вылетов, уничтожив 28 танков, 96 автомашин, 32 артиллерийских батареи, 6 паровозов, свыше 120 повозок с военным имуществом, поджёг 96 вагонов, взорвал 13 складов с горючим и боеприпасами. В воздушных боях сбил 1 самолёт противника лично и ещё 10 — в составе группы.
Указом Президиума Верховного Совета СССР от 18 августа 1945 года за «образцовое выполнение боевых заданий командования на фронте борьбы с немецкими захватчиками и проявленные при этом отвагу и геройство» лейтенант Иван Гришаев был удостоен звания Героя Советского Союза с вручением ордена Ленина и медали «Золотая Звезда» за номером 8661.
После окончания войны продолжил службу в Советской Армии, летал на различных типах самолётов, в том числе на реактивных. В 1960 году в звании подполковника уволен в запас. Проживал в Москве, работал диспетчером в аэропорту «Шереметьево», затем старшим диспетчером управления воздушным движением в Государственном НИИ гражданской авиации. Скончался 1 ноября 2009 года, похоронен на Кунцевском кладбище Москвы.
Был также награждён двумя орденами Красного Знамени, двумя орденами Отечественной войны 1-й степени, орденами Отечественной войны 2-й степени и двумя орденами Красной Звезды, а также рядом медалей.